# San Miguel Island (Philippinen)
San Miguel Island ist eine philippinische Insel in der Provinz Albay. Sie liegt etwa 4 km vor der Küste der Bicol-Halbinsel und trennt zusammen mit Rapu-Rapu-, Cagraray-, Guinangayan- und Batan Island den Golf von Lagonoy vom Golf von Albay in der westlichen Philippinensee. San Miguel Island wird von der Großstadt Tabaco City aus verwaltet. Auf der Insel liegen die Barangays Agnas, Hacienda, Rawis, Sagurong und Visita, diese werden als dörflich beschrieben und hatten 2007 eine Einwohnerzahl von 12.971 Personen. Die Bevölkerung lebt hauptsächlich vom Fischfang, in den Küstenebenen finden sich auch kleinere landwirtschaftlich genutzte Flächen.
Die Insel hat die Form einer Linse, die in West-Ost-Richtung ausgerichtet ist. Die Topografie der Insel ist gekennzeichnet durch ein hügeliges Terrain. Die Küstenlinie der etwa 10 km langen und ca. 4 km breiten Insel wird durch Sand- und Kiesstrände sowie Basaltformationen geprägt. Der Pflanzenwuchs der Insel besteht aus einer teilweise dichten tropischen Regenwaldvegetation, die einen sehr ursprünglichen Charakter hat. Vor dem Barangay Sagurong wurde 1995 von der Gemeindeverwaltung, in Zusammenarbeit mit NGOs und der Bicol University, das 2,25 km² große San Miguel Island Marine Fishery Reserve etabliert. Dieses wurde 2001 von Philreefs als eines der am besten verwalteten Meeresschutzgebiete der Philippinen ausgezeichnet. Die Korallenriffe des Meeresschutzgebiets wurden jedoch 2006 von den Taifunen Milenyo und Reming stark geschädigt.
Fährverbindungen zur Insel besteht vom Hafen in Tabaco City aus. Die Überfahrt dauert ca. 10 bis 15 Minuten.